# Jan Podola
Jan Podola (20. ledna 1917 – ???) byl český a československý politik Československé strany socialistické a poúnorový poslanec Národního shromáždění ČSR.

## Biografie
Ve volbách roku 1954 byl zvolen za ČSS poslancem ve volebním obvodu Holešov. V parlamentu setrval do konce volebního období, tedy do voleb v roce 1960. K roku 1954 se profesně uvádí jako energetik národního podniku Sfinx Všetuly.